# Aurometal
Aurometal was een modelautomerk uit het voormalige Joegoslavië.

## Geschiedenis
Het bedrijf Aurometal (de naam is afgeleid van aurum) uit Subotica in Servië is een voormalig Joegoslavisch staatsbedrijf in de metaalbewerking en nog altijd producent van bekers, insignes en medailles. In de jaren 80 maakte men een schaalmodel (ongeveer 1:50) van de Yugo 45.

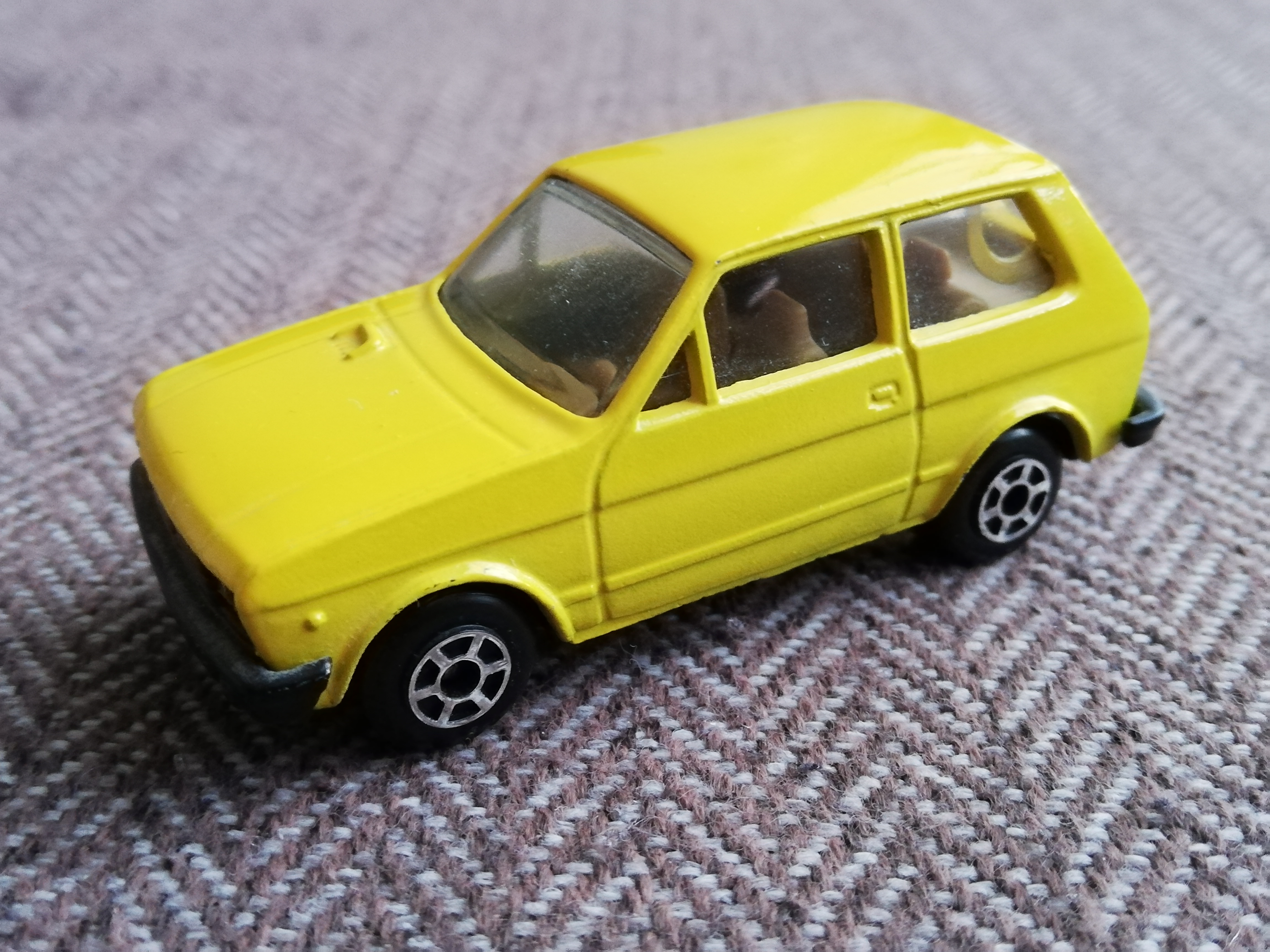
Yugo van Aurometal

De Yugo van Aurometal had een metalen chassis. Later werden de Yugo's in Hongarije gemaakt en verpakt in een verpakking met het opschrift Metalbox. In tegenstelling tot de originele Yugo van Aurometal hadden de Metalbox-Yugo's een plastic chassis waarop naast het Yugo-logo ook de inscripties "Aurometal" en "Made in Yugoslavia" vermeld bleven.